# Protonemura montana
Protonemura montana är en bäcksländeart som beskrevs av Douglas E. Kimmins 1941. Protonemura montana ingår i släktet Protonemura och familjen kryssbäcksländor. Inga underarter finns listade i Catalogue of Life.